# Ibarra
Ibarra (San Antonio de Ibarra) – miasto w północnym Ekwadorze, stolica prowincji Imbabura. Położone jest w Cordillera Real (Andy Północne), przy Drodze Panamerykańskiej. Według spisu ludności z 28 listopada 2010 roku miasto liczyło 131 856 mieszkańców. 
W mieście funkcjonują zakłady włókiennicze, meblarskie, rafineria cukru, gorzelnia. Ponadto jest ośrodkiem rzemiosła artystycznego (złotnictwo, wyroby z drewna). 